# ナンシー・アジュラム
ナンシー・アジュラム、本名:ナーンスィー・ナビール・アジュラム（アラビア語:نانسي نبيل عجرم / Nancy Nabil Ajram ）は、レバノンの歌手である。2007年の時点で、累計3千万枚を売り上げ、レバノンの歴史上3番目に売り上げ枚数の多い歌手となっている。これまでに7枚のアルバムを発売し、数多くの音楽ビデオ・クリップやコマーシャル・クリップに出演してきている。数多くのアラブの音楽祭に参加し、また賞を受けており、2008年にはワールド・ミュージック・アワードで最もよく売れた中東の歌手 (World's Best Selling Middle Eastern Artist) に選ばれた。これは、アラブ人のワールド・ミュージック・アワード受賞者としては史上最年少であった。ナンシー・アジュラムは、中東およびアラブ世界における女性初、そして唯一の、コカ・コーラのスポンサーであり、スポークスパーソンである。

## 来歴.

### 初期
ナンシー・アジュラムはナビール・アジュラムとリモンダ・ウーンの娘として1983年5月16日、レバノンの首都ベイルートのアシュラフィーエ地区に生まれた。1995年、12歳のときにレバノンの音楽スター・オーディション番組・ヌジューム・アル＝ムスタクバル(نجوم المستقبل, 未来のスターたち）に参加し、ウム・クルスームの楽曲を歌ってタラブ部門で優勝した。
その後アジュラムは名声あるレバノンの音楽家の下で音楽を学び、18歳に達していなかったものの同国のプロフェッショナルの音楽家の団体の会員として認められた。最初の楽曲はアブド・ムーンゼル (Abdo Mounzer) 製作の「Hobbak Allam Albi elGheere」と「Oulha Kelma Ala Shani」であった。1998年、15歳で初のアルバム『Mihtagalak』をリリースした。アルバム収録曲のほとんどは純粋なタラブ曲であった。次のアルバムは2000年に『Sheel Oyoonak Anni』としてリリースされ、前作以上の成功を収めた。

### 2002年 - 2004年: Akhasmak Ah
アジュラムは、経験豊かなプロデューサーでマネージャーのジージー・ラーマーラー（جيجي لامارا / Jiji Lamara）と共に仕事をするようになった。2003年初期、3枚目のアルバム『Ya Salam』は、収録曲「Akhasmak Ah」と物議をかもしたそのビデオ・クリップなどによって、それまでで最も成功したアルバムとなった。ビデオは古いアラブの映画のような作りであり、その中で、彼女は客の前で踊り、客にちょっかいを出すカフェの女主人を演じている。これ以外にも、複数のアルバム収録曲のビデオ・クリップが製作された。

### 2004年 - 2006年:Ah w Noss、コカ・コーラとの契約
4枚目のアルバム『Ah W Noss』は、2004年4月12日に発売された。このアルバムの大成功によって、ナンシー・アジュラムはアラブ世界におけるトップクラスの音楽スターとしての地位を確固たるものとした。収録曲「Lawn Ouyounak」のビデオ・クリップでは、伝統的なレバノンの結婚式の花嫁を演じている。世界的な飲料大手であるコカ・コーラ社との交渉はこの頃から始まり、2005年からは西アジアおよび北アフリカ地域におけるコカ・コーラ社の公式芸能人スポンサー、スポークスパーソンとなった。アジュラムによる同社の初のコマーシャルには、アルバム収録曲の「Oul Tany Kida」が使われ、世界的に活躍するイタリアの演出家ルカ・トマッシーニ (Luca Tomassini) が起用された。このコマーシャルが人気を得たことから、登場したシーンを含むビデオ・クリップも製作された。同じ2005年には、更に「Inta Eih」のビデオ・クリップの製作も決まった。このビデオでは、夫の浮気を知りつつも、愛と結婚を守るために気づかないふりをする妻を演じている。著名なエジプトの女優・監督であるファータン・ハマーマー (Faten Hamama) などがアジュラムの演技の才能を見出し、彼女に対する映画出演のオファーが急増したが、本人は大きな関心は示さなかった。2004年にはエジプトで行われたエンリケ・イグレシアスの初のコンサートにも共演している。

### 2006年 - 2008年:Ya Tabtab Wa Dalla、Shakhbat、El Donya Helwa
5枚目のアルバム『Ya Tabtab...Wa Dallaa』は、2006年2月15日にリリースされた。アルバムはそれまでで最も成功したアルバムとなり、6つのビデオ・クリップが製作され、8曲がラジオ・ヒットとなり、5曲がコマーシャルに使用された。
タイトル曲のビデオは、キャラメルの製作に入る前のナディーン・ラバキー（Nadine Labaki）が最後に手がけたものである。次に、コカ・コーラのコマーシャルでヒットとなった「Moegaba」のビデオを公開し、また新たに広告の契約を結んだダーマース宝石店 (Damas Jewellery) のFarfashaのコマーシャルと使用曲のビデオ・クリップも公開した。このコマーシャルに使われた曲は「Ana Yalli」であり、この曲はアルバム発売前からプロモーションされてきたものである。次いで、初めて監督にサイード・エル・マルーク (Said el Marouk) を起用した「Ehsas Jdeed」のビデオを製作した。これはこのアルバム収録曲中で最大のヒットとされる楽曲であり、そのビデオは、聴覚障害のあるサイードの両親に敬意を表したもので、金持ちの女性が聾者の男性との恋に落ちる物語りとなっている。2007年には更に、2作目となるダーマース宝石店のコマーシャル使用曲「Elli Kan」、およびコカ・コーラのコマーシャル使用曲「El Donya Helwa」のビデオ・クリップ、そして子供向けのビデオとアルバム『Shakhbat Shakhabit』をリリースした。「El Donya Helwa」は彼女が出演した7作目のコマーシャルであり、この曲を収録したライブ・アルバムの発売も決まった。
6枚目のスタジオ・アルバム『Shakhbat Shakhabit』は子供向けに製作されたものであり、子供たちに良い価値観とモラルを教えることを目指したもので、アジュラムが長らく製作を望んでいた作品であった。ビデオでは再びサイード・エル・マルークを監督に起用し、アルバムに収録されている4つの楽曲「Shakhbat Shakhabit」、「Katkouta」、「Shater」、「Eid Milad」が取り入れられている。彼女は子供向けのイベントや、子供たちのための募金イベントでこれらの楽曲を歌った。そして、サイードとともに、かつてより彼女の映像監督を務めるファーディー・ハッダード (Fadi Haddad) と共に、世界平和を語る楽曲「Resala Ilal Aalam」のビデオを製作した。ビデオは2008年5月25日に公開された。この日は、ミシェル・スライマーンが大統領に当選し、2007年11月よりシリアが関与する抗争によって行き詰まっていたレバノンの政局が打開に向かい始めた日であった。これは、全編が色鮮やかなグラフィックで製作された初のビデオであり、世界中で苦しみを受ける子供たちに、より色鮮やかで幸せな世界をと求める意図が込められている。2007年には、エジプトにてライオネル・リッチーとともにこの曲を演じた。

### 2008年 -:Betfakkar Fi Eih、ワールド・ミュージック・アワード
2008年の2月から3月にかけて、次のアルバムに収録される新曲を取り入れたコカ・コーラのコマーシャルが公開された。使用された楽曲は「Meen Gheyri Ana」であり、YeyおよびAna Yalliトリオ (Nizar Francis, Samir Sfeir, Tarek Madkour) によって製作された。アルバムの発売の5箇月前から、このビデオとコマーシャルは大きな成功を収めた。7枚目のスタジオ・アルバムは予定より遅れて2008年7月30日に発売された。今作ではそれまでよりもずっと成熟したヴォーカルを披露し、大きな変化を見せるものであった。このアルバム『Betfakkar Fi Eih?!』は大成功となり、アジュラムはこれによってワールド・ミュージック・アワードの受賞者となった。アルバムには、1998年のファースト・アルバム以降で初めてのタラブの楽曲「Biteegy Sirtak」や、その他のダンス、ポップスからドラマ、ロマンス、タラブ、オールディーズなど多岐に渡る楽曲が収められている。
「Meen Gheyri Ana」のビデオには賛否両論あったものの、次の「Min Dally Nseek」のビデオは広く受け入れられ、Melody Hits において7週間連続の首位となった。「Lamset Eed」のビデオは、前作と同じトリオによってレイラ・カナーン (Leila Kanaan) と共同で、多額の予算をつぎ込んで製作され、数箇月に渡ってチャートの首位を占めた。アジュラムは、ビデオの製作を求める声に応じて、収録曲から8曲ないし10曲程度のビデオを作ると発表した。このアルバムによってナンシー・アジュラムはソニー・エリクソン・モバイルコミュニケーションズと広告の契約を結び、ナンシーのサイン入りのW595の特別版が発売され、「Wana Ben Idek」がコマーシャル使用曲に選ばれた。
結婚から1箇月ほどした2008年11月9日、ナンシー・アジュラムはアルバム『Betfakkar Fi Eih』でワールド・ミュージック・アワードの賞を受けた。受賞スピーチでアジュラムは、両親、ジージー・ラーマーラー、ファンやアルバム製作陣、夫に対して感謝を述べ、「2008年は夢のような年だ。大成功したアルバム、結婚、そしてこの賞、他に何があるだろうか?」と述べた。

#### 結婚と出産
2008年9月、ナンシー・アジュラムは、2年間に及ぶ交際の後にファーディー・アル・ハーシェム (Fadi Al Hachem) と結婚した。結婚式は主に近しい友人や親族が参加して行われた。妊娠中も仕事を続け、この間に「Lamset Eed」のビデオとソニー・エリクソンのコマーシャルを収録し、Layali Febrayerなどのコンサートに参加し、ワールド・ミュージック・アワードの授賞式にも参加している。2009年5月16日に娘を出産した。同じ日に、娘のために楽曲「Ya Rab Tekbar Mila」をリリースしている。

## 受賞歴
- 1995年 Nojoom Al Mustaqbal Golden Award
- 2003年 Murex D'or Award - Best Female Lebanese Singer of the year, Beirut [5]
- 2003年 Murex D'or Award - Best Video of the Year: Ya Salam - Nadine Labaki, Beirut
- 2003年 The Golden Lion Award Egypt
- 2003年 LG Music Award
- 2003年-2004 Zahrat elKhaleej Magazine - Best Female Arab Singer, Dubai
- 2004年 Zahrat elKhaleej - Best Music Video of the Year, Dubai
- 2004年 Arabian Music Awards - Best Female Arab Singer of the year, Dubai
- 2004年 Murex D'or Award - Best Female Lebanese Singer of the year, Beirut [5]
- 2005年 Zahrat elKhaleej Magazine - Best Female Arab Singer, Dubai
- 2005年 Newsweek - Most Influential Arab Personalities, Kuwait
- 2005年 Honor from the Opera House of Egypt
- 2006年 Murex D'or Award - Best Female Lebanese Artist of the year, Beirut
- 2006年 Murex D'or Award - Best Video of the Year: Ehsas Jdeed - Said elMarouk, Beirut
- 2007年 LG Music Award , Abu Dhabi
- 2007年 Certificate from the Pope of Rome
- 2007年 Middle East Music Awards (Mobinil) - Best Female Arab Singer of the year, Cairo [6]
- 2007年 Arabian Business - Most Influential Contemporary Female Singer in 2007 [7]
- 2007年 Arabian Business - Most Powerful Arab Singers [2]
- 2007年 Kol elArab Survey - Best Arabic Star of the year 2007 [8]
- 2008 Annual Doha Festival - Honor Award, Doha
- 2008年 World Music Award - World's Best-Selling Middle-Eastern Artist, Monaco [9]
- 2008年 Student Choice Award - [College Student Survey]: Best Album of the Year 2008, Beirut [10]
- 2008年 AlJumhuriya Newspaper, Freedom Magazine - Best Female Arab Star of 2008, Egypt [11]
- 2009年 Arabian Business - Power 100 - World's Most Influential Arabs [12]

## ディスコグラフィー

### スタジオ・アルバム
- 1998年: Mihtagalak
- 2001年: Sheel Oyoonak Anni
- 2002年: Ya Salam
- 2004年: Ah W Noss
- 2006年: Ya Tabtab...Wa Dallaa
- 2007年: Shakhbat Shakhabit
- 2008年: Betfakkar fi eih?!
- 2010年: 7

### DVDおよびライブ・アルバム
- 2004年: Live at the Jarash Festival [DVD] - MegaStar
- 2005年: Ma La Ta'arifunahu 3an Nancy Ajram [DVD] - MBC
- 2006年: Ah w Noss: Collector's Edition [CD and DVD] - MegaStar
- 2006年: Ya Salam: Collector's Edition [CD and DVD] - MegaStar
- 2007年: Shakhbat Shakhabit [DVD]
- 2007年: ElDonya Helwa - Live [Live CD]
- 2008年: The Best of Nancy Clips [DVD]
- 2008年: Greatest Hits [Compilation CD] - EMI
- 2009年: Awwel Marra [Old Live Songs CD] - Artline Music

### アルバム未収録曲
これまでに、アラブ世界の特定の国のために幾つかの楽曲を作ってきている。2005年の「Kuwait alShahama」を皮切りに、シャイフの娘たちに捧げられた「3agbal」や、2006年にはエジプトがアフリカネイションズカップ・サッカー・トーナメントを主催した時期に「Ana Masry」（私はエジプト人）がリリースされた。この曲のビデオはエジプトの多様性を表現し、その愛国的な歌詞を多くの人が口にする姿が映し出されている。また、エジプトのライバル関係にある2つのサッカー・クラブを歌った「Ahly W Zamalek」もリリースしている。
イスラエルによるレバノン侵攻の時には、レバノンに対する愛国的な楽曲「Habib elOmr」をズィアド・ブートルース (Ziad Boutrous) のプロデュースの下で製作した。2007年の混乱 (2007 Lebanon conflict) の時は、Samir Sfeir作曲による、レバノン軍兵士のために捧げられた楽曲「Khalleek Bwejj el Ghadab」を製作した。
以下はアルバム未収録曲の一覧である：
- 2005年 "Kuwait Al Shahama"
- 2005年 "Ana Masry"
- 2005年 "Agbal"
- 2006年 "Ahli w Zamalek"
- 2006年 "Habib el Omr"
- 2007年 "Bwejj el Ghadab"
- 2007年 "El Dunya Helwa" (featured in the Live album only)
- 2009年 "Ya Rab Tikbar Mila"
- 2009年 "Efta7 Albak Tefra7"
- 2009年 "Ya Arandaly" (Ibn elArandaly Sountrack)
- 2009年 "Kol elHekaya" (Ibn elArandaly Soundtrack)

2007年、コカ・コーラは「The Coke Side of Life」と称する、喜びや楽しみ、色彩、生命などに焦点をあてたキャンペーンを始めた。ナンシー・アジュラムはこのキャンペーンのために楽曲「El Donya Helwa」を作り、そのコマーシャルにはアメリカ合衆国の演出家が起用された。ナンシーは戦乱が終結したばかりのレバノンでの撮影を望んだ。「El Donya Helwa」はナンシー・アジュラムの最大のヒット曲の一つとなり、この曲を収録したライブ・アルバムがリリースされた。
また、以下の共演曲にも参加している:
- 2003年 Il7a2ni - レバノン・マラソンのための楽曲
- 2005年 La Ma Khelset El Hekaya - ラフィーク・ハリーリーの暗殺に対して
- 2008年 ElDhameer el 3arabi: 「elHelm al3arabi」の続編として、100人以上のアーティストとともに

## ビデオグラフィー

### 公式ビデオ・クリップ
| 年     | 曲名                                                   | アルバム             | 監督                         |
| ------ | ------------------------------------------------------ | -------------------- | ---------------------------- |
| 1998年 | "Mihtagalak"                                           | Mihtagalak           | Elie Fghaly                  |
| 2001年 | "Sheel Ouyounak Anni"                                  | Sheel Ouyounak Anni  | Guy Zahlan                   |
| 2002年 | "Akhasmak Ah"                                          | Ya Salam...          | Nadine Labaki                |
| 2003年 | "Ya Salam"                                             | Ya Salam...          | Nadine Labaki                |
| 2003年 | "Sehr Oyouno" (Yey)                                    | Ya Salam...          | Nadine Labaki                |
| 2004年 | "Ah w Noss"                                            | "Ah w Noss"          | Nadine Labaki                |
| 2004年 | "Lawn Ouyounak"                                        | "Ah w Noss"          | Nadine Labaki                |
| 2005年 | "Oul Tany Kida"                                        | "Ah w Noss"          | Luca Tommassini              |
| 2005年 | "Inta Eih"                                             | "Ah w Noss"          | Nadine Labaki                |
| 2006年 | "Ya Tabtab Wa Dalla"                                   | Ya Tabtab..Wa Dallaa | Nadine Labaki                |
| 2006年 | "Moegaba"                                              | Ya Tabtab..Wa Dallaa | Harry Rankin, Mike Lipscombe |
| 2006年 | "Ana Yalli"                                            | Ya Tabtab..Wa Dallaa | Pascale D'Ash                |
| 2006年 | "Ehsas Jdeed"                                          | Ya Tabtab..Wa Dallaa | Said elMarouk                |
| 2007年 | "Elli Kan"                                             | Ya Tabtab..Wa Dallaa | Diamantino Ferreira          |
| 2007年 | "Mishtaga Leik"                                        | Ya Tabtab..Wa Dallaa | Mirna Khayyat                |
| 2007年 | "Shakhbat Shakhabit" (ft. Katkouta, Shater, Eid Milad) | Shakhbat Shakhabit   | Said elMarouk                |
| 2008年 | "Risala Ilal Aalam"                                    | Shakhbat Shakhabit   | Fadi Haddad                  |
| 2008年 | "Betfakkar Fi Eih"                                     | Betfakkar Fi Eih?!   | Said elMarouk                |
| 2008年 | "Min Dally Nseek"                                      | Betfakkar Fi Eih?!   | Said elMarouk                |
| 2009年 | "Lamset Eed"                                           | Betfakkar Fi Eih?!   | Leila Kanaan                 |
| 2009年 | "Ibn elGiran"                                          | Betfakkar Fi Eih?!   | Mike Harris                  |
| 2009年 | "Mashi Haddi"                                          | Betfakkar Fi Eih?!   | Leila Kanaan                 |

### CM
歌手としての成功により、コカ・コーラ、ソニー・エリクソン、ダーマース宝石店と広告の契約を結んでいる。2007年にエジプトのモハメド・ハマーキー (Mohamed Hamaki) とターメル・ホスニー (Tamer Hosny) が新たに起用されるまで、アジュラムはアラブ世界の芸能人で唯一のコカ・コーラの広告塔であった。アジュラムとコカ・コーラのコンビは、アラブ世界一円に数多くの人気コマーシャルと音楽ビデオ・クリップをもたらしてきた。

#### コカ・コーラ
- 2005年 Concert - 使用曲:「Oul Tani Keda」、収録アルバム:『Ah W Noss』
- 2005年 Tickle - 使用曲:「Lawn 3younak」、収録アルバム: 『Ah W Noss』
- 2005年 Splash「マリリン・モンロー」 - 使用曲:「Lawn 3younak」、収録アルバム: 『Ah W Noss』
- 2006年 Wink - 使用曲:「Lawn 3younak」、収録アルバム: 『Ah W Noss』
- 2005年 Circus - 使用曲:「Moegaba」、収録アルバム:『Ya Tabtab...Wa Dallaa』
- 2006年 Coke Bottle - 使用曲:「Ashtiki Minno」、収録アルバム:『Ya Tabtab...Wa Dallaa』
- 2007年 The Coke Side of Life - 使用曲:「El Donia Helwa」
- 2008年 Celebrating「スター」 - 使用曲:「Meen Ghayri Ana (Noss elKawn)」、収録アルバム:『Bitfakar Fi Eih?!』
- 2008年 Playful - 使用曲:「Meen Ghayri Ana (Noss elKawn)」、収録アルバム:『Bitfakar Fi Eih?!』
- 2008年 Thirsty「ロック・スター」 - 使用曲:「Meen Ghayri Ana (Noss elKawn)」、収録アルバム:『Bitfakar Fi Eih?!』

#### ダーマース、ワールド・ゴールド・カウンシル
ダーマースの若者向けのセット「Farfasha」はワールド・ゴールド・カウンシル（World Gold Council）のコレクションであり、アジュラム自身が選んだものと言われている。新しいコレクションを宣伝するために過去に3回のキャンペーンが行われ、それぞれに異なるコマーシャルと音楽ビデオ・クリップが製作された。
- 2006年 使用曲:「Ana Yalli」、収録アルバム:『Ya Tabtab...Wa Dallaa』
- 2007年 使用曲:「Elli Kan」、収録アルバム:『Ya Tabtab...Wa Dallaa』
- 2008年 使用曲:「Ibn el Giran」、収録アルバム:『Bitfakar Fi Eih?!』

#### ソニー・エリクソン
ソニー・エリクソン・モバイルコミュニケーションズはナンシー・アジュラムをアラブ世界で最も人気のあるスターとし、広告塔に起用することを決めた。アルバム『Bitfakar Fi Eih?!』のリリースでは同社も共同スポンサーとなっている。2009年2月、本体背面にナンシー・アジュラムのサインがついて、更に彼女のアルバム1枚と着信メロディーが付属したW595i特別版が公式に発売された。この特別版は、ポスター広告や、ドバイでの記者会見、そして彼女を起用したコマーシャルにて広報された。
- 2009年 使用曲:「Wana Ben Idek」、収録アルバム:『Bitfakar Fi Eih?!』

## チャリティー、社会的活動
アジュラムは数多くのチャリティー・イベントやコンサートを行っており、これをとても重要視している。2006年には、貧しい人のための義捐金の収集と配分を目的として、ベイルートにてナンシー・アジュラム・チャリティー機関を設立した。また、子供向けのアルバム『Shakhbat Shakhabit』のビデオとして、平和を願う楽曲「Resala Ilal Aalam」を製作している。また、「AlHelm Al Arabi」の10年ぶりの続編として、100人以上の著名なアラブ世界の音楽家が集まった「ElDhameer elArabi」にも参加している。
2008年6月には、ドバイにて行われたThe Big Ballチャリティー・イベントにも参加しており、同イベントは恵まれない子供のために94万ディルハムを集めている。このイベントで彼女はお気に入りのドレスをオークションにかけ、「The Big Ballはすばらしいことをしており、その助けになれてとても嬉しく思う。私は子供たちへの愛のためにここに来ており、恵まれない子供たちがこの世の中に幸福を見出すのを助けたい。私の最新のアルバム『Shakhbat Shakhabit』、特に「Resala Ilal Aalam」はそんな子供たちから発想を得たものだ。」と述べて、このイベントへの賛意を表明した。

## 批判と論争
- アジュラムのコンサートに対するボイコットがたびたびインターネット上で話題となったが、実際にボイコットされたことはなかった[15]。
- 2003年10月、バーレーンで行われたアジュラムのコンサートの会場の外で、騒動が起こった。同国の有力野党アル・ウィファーク (Al Wefaq) 出身者などのイスラム主義者が、コンサートに向かう人々を攻撃した。アル・ウィファークの指導者は、これがイスラームの聖なる月間ラマダーンであったことを指摘し、この行動について弁解した[16]。2006年5月に再度バーレーンでコンサートを開いた際には、特に問題は起こらなかった。
- アジュラムは自身の公式サイトで、メインページでの彼女の写真のポーズに関して誤解され反イスラム的とみなされたことに対して、公式サイト上で謝罪した[17][18]。
- アジュラムのヌード写真がエジプトの携帯電話網で出回っているとの噂に関して強い怒りを表明した。エジプトやその他のアラブ世界で、ワックス脱毛を行う女性用スパで撮影されたものと思われる、彼女のものとされる写真が出回っていたが、彼女はスパへ行ったことを否定し、そのような写真は偽物であるとした[19]。
- ワールド・ミュージック・アワードの代表者、メリッサ・コーケン (Melissa Corken) は、同賞に懸かる嫌疑を否定し、昨今のアラブ人受賞者は賞をカネで買ったと主張する者は、誰であれ訴訟の危険を冒すことになるとした。アラブ世界の有力レコード会社であるローナーター (Rotana) は、賞を買おうと試みたと主張していた。これは、同レーベル所属の歌手エリッサー (Elissa) が2008年に受賞を逃した後、彼女のファンによって引き起こされた騒動が発端となっている[20]。しかし、コーケンはこうした騒ぎを一蹴し、アジュラムのアルバムのほうが売り上げが多かったと述べた。ローナーターは、自社からは国際的な売り上げ枚数に関していかなる情報も送っていないとし[21]、エリッサーとアジュラムの売り上げ枚数の比較は明確な根拠を伴わないとしている。

## 関連文献
- Fiascos affect Arab music awards, 17 May, 2004 BBC (Ajram voted best newcomer)
- Sexy stars push limits in Egypt, By Heather Sharp, 4 August 2005, BBC
- Conservatism threatens Kuwaiti reforms, By Jonathan Fryer,  21 January 2006, BBC. (Ajram banned in Kuwait)
- Arab youth revel in pop revolution by  Sebastian Usher, 21 May 2007, BBC